# Cyrtodactylus lateralis
Cyrtodactylus lateralis är en ödleart som beskrevs av  Werner 1896. Cyrtodactylus lateralis ingår i släktet Cyrtodactylus och familjen geckoödlor. Inga underarter finns listade i Catalogue of Life.